# Polystachya lejolyana
Polystachya lejolyana är en orkidéart som beskrevs av Tariq Stévart. Polystachya lejolyana ingår i släktet Polystachya och familjen orkidéer. Inga underarter finns listade i Catalogue of Life.